# Vivien Leighová
Vivien Leighová, nepřechýleně Vivien Leigh (5. listopadu 1913, Dárdžiling, Indie – 7. července 1967, Londýn, Spojené království), byla anglická divadelní a filmová herečka. Během své filmové kariéry získala Oscara za roli Scarlett O'Harové ve filmu Jih proti Severu a za Blanche DuBoisovou ve filmu Tramvaj do stanice Touha. Její kariéru poznamenaly vleklé zdravotní potíže.

## Život

### Původ a studium
Narodila se jako Vivian Mary Hartleyová v Britské Indii v kampusu St. Paul's School v Dárdžilingu. Byla jediným dítětem Ernesta Richarda Hartleyho a jeho ženy Gertrude Mary Frances, rozené Yackjeeové. Otec byl koloniálním úředníkem v bance a v roce 1917 byl přeložen do Bangalúru jako důstojník indické kavalerie. Matka byla irsko–arménského původu, ale narodila se a vyrůstala v Indii. Svou dceru od útlého mládí vedla k zájmu o divadlo, literaturu a indický folklór. Vivian už ve třech letech účinkovala v amatérské divadelní skupině své matky.   
Rodiče poslali Vivian v šesti letech do Evropy, aby navštěvovala klášterní školu Woldingham School v jihozápadním Londýně. Později studovala v Itálii, Německu a Francii, plynule hovořila mj. italsky a francouzsky. Od třinácti let bylo jejím velkým přáním stát se herečkou. Rodiče, kteří se roku 1931 vrátili do Anglie, nakonec svolili, aby se přihlásila na Královskou akademii dramatického umění (RADA) v Londýně. 
V devatenácti letech se seznámila s právníkem Leighem Holmanem. V prosinci 1932 se vzali a v následujícím roce se jim narodila dcera Suzanne.

### Herecká kariéra
Začátkem roku 1935 se vrátila ke svému rozhodnutí věnovat se herectví. Najala si agenta a přijala umělecké jméno Vivien Leighová. Debutovala na divadle ve West Endu v komedii Maska ctnosti v režii Sidney Carolla. Její výkon vzbudil zájem filmového režiséra Alexandra Kordy, který s ní podepsal pětiletou smlouvu na dva filmy ročně. Při natáčení filmu Požár nad Anglií (Fire Over England, 1937) se seznámila s populárním hercem Laurencem Olivierem a vyvinul se mezi nimi silný milostný vztah. Začali spolu žít, ale protože byli oba dosud vázáni v manželství, snažili se to utajit před veřejností z obavy před skandálem. Olivier dostal v roce 1938 nabídku na filmování v Hollywoodu a Leighová odjela s ním. Dceru nechala v péči svého manžela a matky.

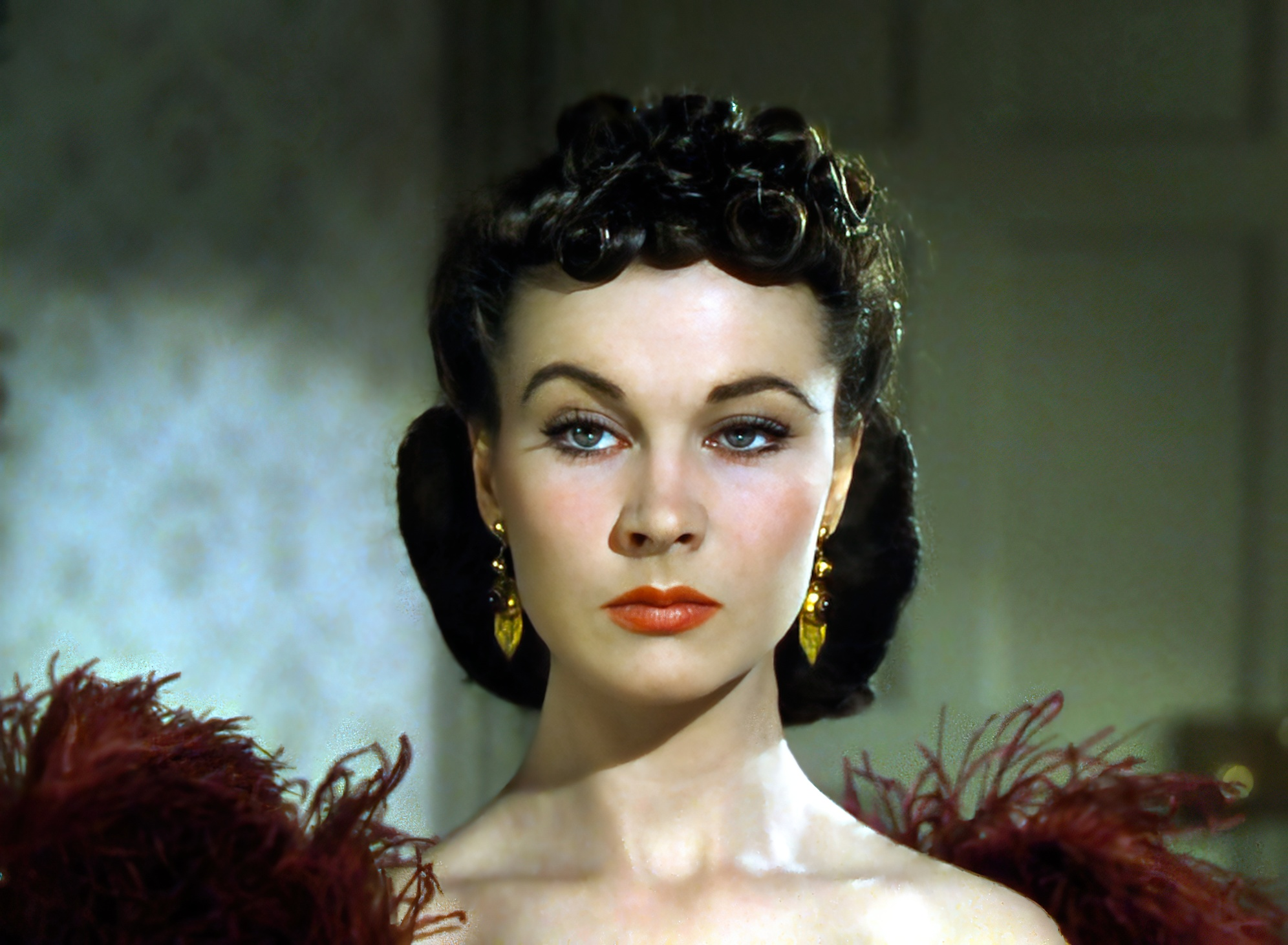
Leighová jako Scarlett O'Hara ve filmu Jih proti Severu

V Americe v té době hledali herečku, která by ztvárnila Scarlett O'Harovou v připravovaném filmu Jih proti Severu (Gone with the Wind). Leighová měla o roli zájem, ale zpočátku se zdálo, že v konkurenci amerických hvězd nemá šanci. Při kamerových zkouškách však okouzlila producenty i režiséra George Cukora a roli dostala. Natáčení bylo velmi obtížné, trvalo téměř rok a Leighová někdy musela pracovat i sedm dnů v týdnu dlouho do noci a navíc byla vzdálena od Oliviera, který v té době hrál v New Yorku. Po velkolepé, s nedočkavostí očekávané premiéře v roce 1939 se Leighová stala v Americe opravdovou hvězdou. Film získal 8 Oscarů a Leighová sošku za nejlepší herečku v hlavní roli i cenu newyorských filmových kritiků (New York Film Critics Circle Award).

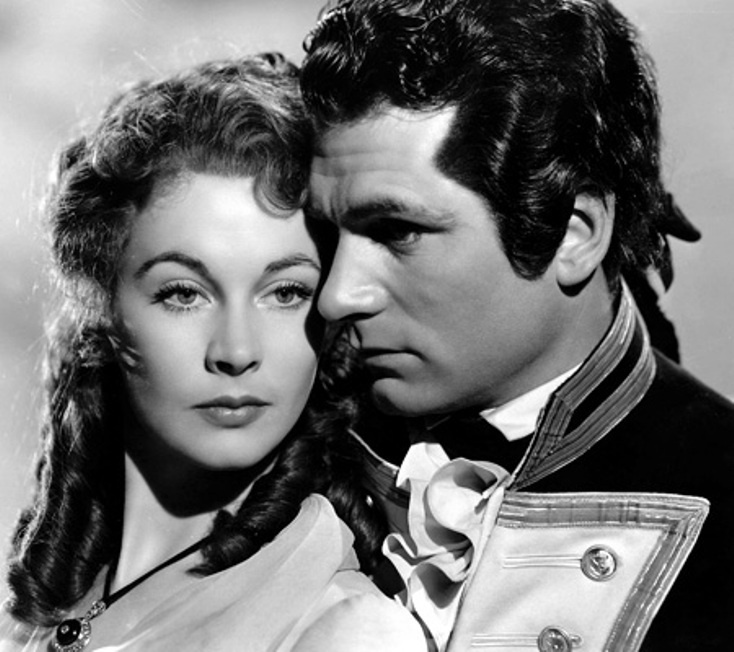
Leighová a Olivier ve filmu Lady Hamiltonová (1941)

Začátkem roku 1940 Leighová a Olivier oficiálně ukončili svá manželství a 31. srpna 1940 se vzali na ranči San Ysidro v Santa Barbaře v Kalifornii. Po vyhlášení druhé světové války se nesměli vrátit do Anglie, ale mohly za nimi přijet jejich děti z ohroženého Londýna. Olivier a Leighová uvedli ve vlastní produkci v New Yorku tragédii Romeo a Julie, která však u diváků i kritiky zcela propadla a neúspěch pohltil veškeré jejich úspory. Pomohl jim režisér Alexandr Korda, který jim nabídl hlavní role ve filmu Lady Hamiltonová (That Hamilton Woman, 1941). Film měl mimořádný úspěch nejen v USA, ale i v Anglii a Sovětském svazu, oblíbil si ho také Winston Churchill. V roce 1943 se manželé Olivierovi mohli vrátit do Londýna a téhož roku cestovali po severní Africe jako součást revue pro ozbrojené síly umístěné v regionu. Leighová začala mít zdravotní problémy a lékaři zjistili, že má tuberkulózu v levé plíci. Několik týdnů strávila v nemocnici a když se její stav zlepšil, přijala úlohu ve filmové adaptaci Shawovy hry Caesar a Cleopatra.  

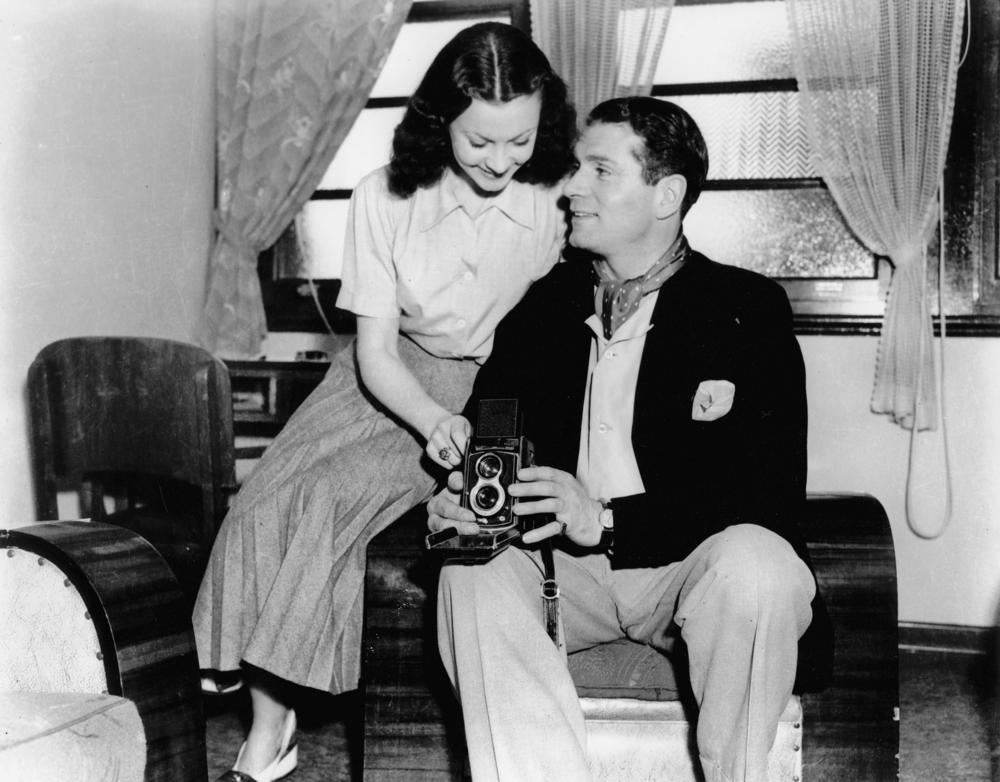
Leighová a Olivier na civilním snímku během turné po Austrálii (1948)

V roce 1945 Leighová prodělala spontánní potrat, po kterém upadla do depresí a projevily se u ní první příznaky bipolární poruchy. Sklony k melancholii, hysterii a depresím se u ní časem stupňovaly. Po neúspěchu filmu Anna Karenina (1948) se soustředila na divadelní práci a s manželem se vydali na šestiměsíční turné po Austrálii a Novém Zélandu. Na jevišti dosahovali velkých úspěchů, ale jejich soukromý život byl poznamenán častými konflikty, když se Leighová zamilovala do mladého herce Petera Finche.

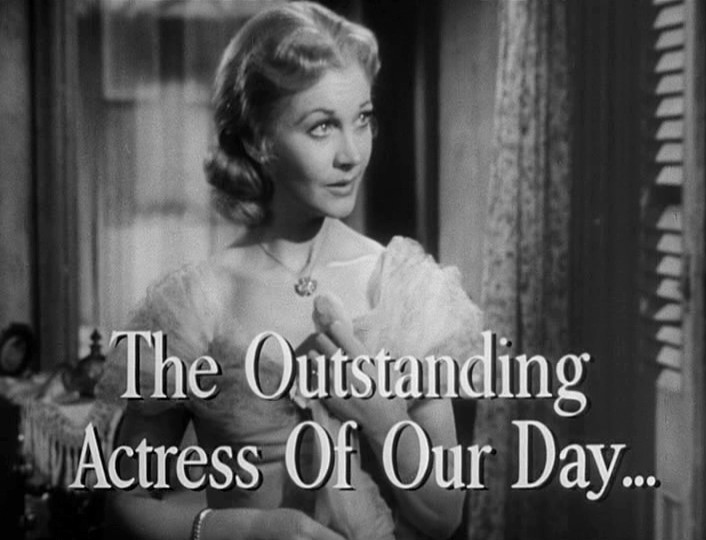
Leighová jako Blanche DuBois ve filmu Tramvaj do stanice touha (1951)

Leighová hrála nejen postavy klasického repertoáru, ale zazářila především v roli Blanche v psychologickém dramatu Tennessee Williamse Tramvaj do stanice touha. Hra dosáhla v londýnském West Endu více než 300 repríz a Leighová s Olivierem odjeli do USA, kde se měla natáčet filmová verze. Film Tramvaj do stanice touha (A Streetcar Named Desire) v režii Elii Kazana s Leighovou a Brandem v hlavních rolích byl do kin uveden v roce 1951. Leighová za svůj výkon dostala druhého Oscara, další Cenu newyorských kritiků a Britská akademie filmového a televizního umění (BAFTA) ji vyhlásila nejlepší britskou herečkou roku 1953.  Velké pracovní vypětí mělo negativní vliv na psychický stav Leighové, která propadala stále častěji záchvatům deprese. V lednu 1953 Leighová odcestovala na Cejlon, aby s Peterem Finchem natočila film Sloní stezka (Elephant Walk). Krátce po zahájení natáčení se nervově zhroutila a její roli převzala Elizabeth Taylorová. Olivier pro ni přiletěl a převezl ji do Londýna, kde se po pobytu na psychiatrické klinice ještě několik měsíců zotavovala. Na divadelní scénu se vrátila v romantické komedii Spící princ Terryho Ratigana. V roce 1955 s manželem nastudovali tři Shakespearovy hry v divadle ve Stratfordu: Večer tříkrálový, Macbeth a Titus Andronicus.

### Závěr života

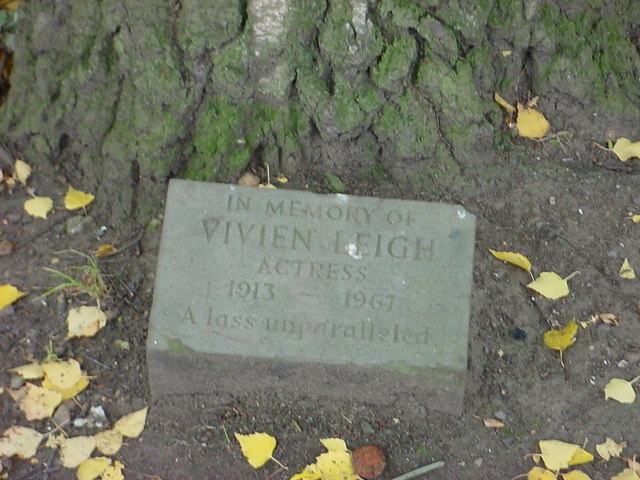
pamětní deska se jménem Vivien Leighové v parku u divadla Swan ve Stratfordu nad Avonou

V roce 1956 Leighová znovu potratila a následovalo další období hlubokých depresí. Olivier se zamiloval do mladé herečky Joan Plowrightové, což znamenalo definitivní rozpad manželství. Rozvedli se v roce 1960 a Leighová se pokusila znovu získat přízeň publika. Po inscenaci Souboj andělů a komedii Dej pozor na Lulu slavila úspěchy na Broadwayi v muzikálu Tovaryš. V té době žila s hercem Johnem (Jackem) Merivalem a s ním absolvovala turné po Austrálii, Novém Zélandu a Latinské Americe, které trvalo od července 1961 do května 1962. Objevila se také ve filmech Římské jaro paní Stoneové (The Roman Spring of Mrs. Stone, 1961) a Loď bláznů (Ship of Fools, 1965).
Leighová se snažila bojovat s maniodepresivní psychózou, ale na jaře roku 1967 se projevily nové příznaky tuberkulózy, která byla příčinou její smrti. Zemřela ve svém bytě v Londýně v noci ze 7. na 8. července 1967. Bylo jí 53 let. Podle jejího přání popel byl rozptýlen na jezeře v letním sídle Tickerage Mill poblíž Blackboys ve východním Sussexu.  V divadelních zahradách ve Stratfordu nad Avonou je stříbrná bříza vysazená na památku Vivien Leighové, jedna z několika věnovaných divadelním umělcům. U kmene stromu je kamenná pamětní deska s daty narození a smrti (1913-1967) a shakespearovskou frází „děvče, které nemá obdoby“ (a lass unparalleled). Výraz pochází ze samého konce tragédie Antonius a Kleopatra, kdy společnice Charmian popisuje svou mrtvou královnu.

## Filmografie
- Situace se lepší (Things Are Looking Up, r. Albetr de Courville, 1935)
- Venkovský Šlechtic (The Village Squire, r. Reginald Denham, 1935)
- Nezoufej a směj se (Look Up and Laugh, r. Basil Dean, 1935)
- Džentlmenská dohoda (Gentlemen's Agreement, r. George Pearson, 1935)
- Požár nad Anglií (Fire over England, r. William K. Howard, 1937)
- Osudná cesta (Dark Yourney, r. Victor Saville, 1937)
- Bouře ve sklenici vody (Storm in a Teacup, r. Ian Dalrymple, 1937)
- Američan v Oxfordu (A Yank at Oxford, r. Jack Conway, 1938)
- Londýnské chodníky (St. Martin's Lane, r. Tim Whelan, 1938)
- Jih proti Severu (Gone with the Wind, r. Victor Fleming, 1939)
- Valčík na rozloučenou (Waterloo Bridge, r. Mervyn LeRoy, 1940)
- 21 dní (21 Days Together, r. Basil Dean, 1940)
- Lady Hamiltonová (That Hamilton Woman, r. Alexander Korda, 1940)
- Caesar a Kleopatra (Caesar and Cleopatra, r. Gabriel Pascal, 1946)
- Anna Karenina (Anna Karenina, r. Julien Duvivier, 1948)
- Tramvaj do stanice Touha (A Streetcar Named Desire, r. Elia Kazan, 1951)
- Hluboké modré moře (The Deep Blue See, r. Anatole Litvak, 1955)
- Římské jaro paní Stoneové (The Roman Spring of Mrs. Stone, r. José Quintero,1961)
- Loď bláznů (Ship of Fools, r. Stanley Kramer, 1965)